# Vlčková
Vlčková je obec v okrese Zlín ve Zlínském kraji. Žije zde 424 obyvatel.

## Název
Původní jméno vesnice bylo Vlčkov, bylo odvozeno od osobního jména Vlček a znamenalo „Vlčkův majetek“. Přechod ke jménům ženského rodu zakončeným na -ová byl častý na jižních svazích Hostýnských vrchů a na Vizovicku.

## Historie
První písemná zmínka o obci pochází z roku 1373 (Wilczkaw).

## Obyvatelstvo
| Rok            | 1869 | 1880 | 1890 | 1900 | 1910 | 1921 | 1930 | 1950 | 1961 | 1970 | 1980 | 1991 | 2001 | 2011 | 2021 |
| -------------- | ---- | ---- | ---- | ---- | ---- | ---- | ---- | ---- | ---- | ---- | ---- | ---- | ---- | ---- | ---- |
| Počet obyvatel | 474  | 524  | 530  | 545  | 551  | 479  | 487  | 448  | 522  | 494  | 456  | 399  | 360  | 384  | 394  |
| Počet domů     | 79   | 78   | 85   | 87   | 83   | 88   | 86   | 110  | 113  | 118  | 120  | 137  | 144  | 155  | 170  |

## Obecní správa

### Obecní symboly
Znak a vlajka byly obci uděleny rozhodnutím předsedy Poslanecké sněmovny Parlamentu České republiky dne 31. ledna 2002.

## Pamětihodnosti
- Kříž u kapličky

Nedaleko obce se nachází přírodní památka Bzová.

## Galerie

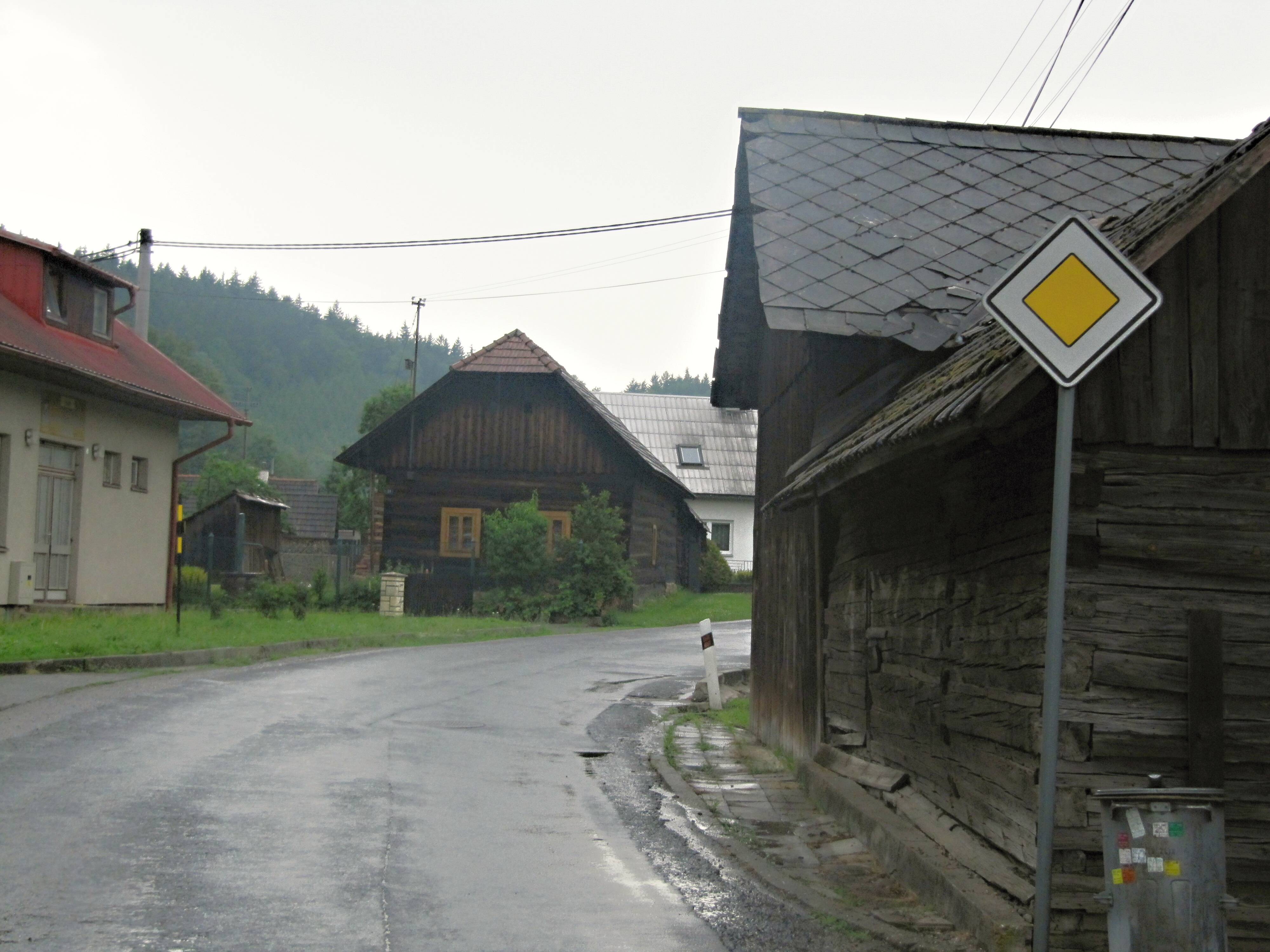
Dřevěnice
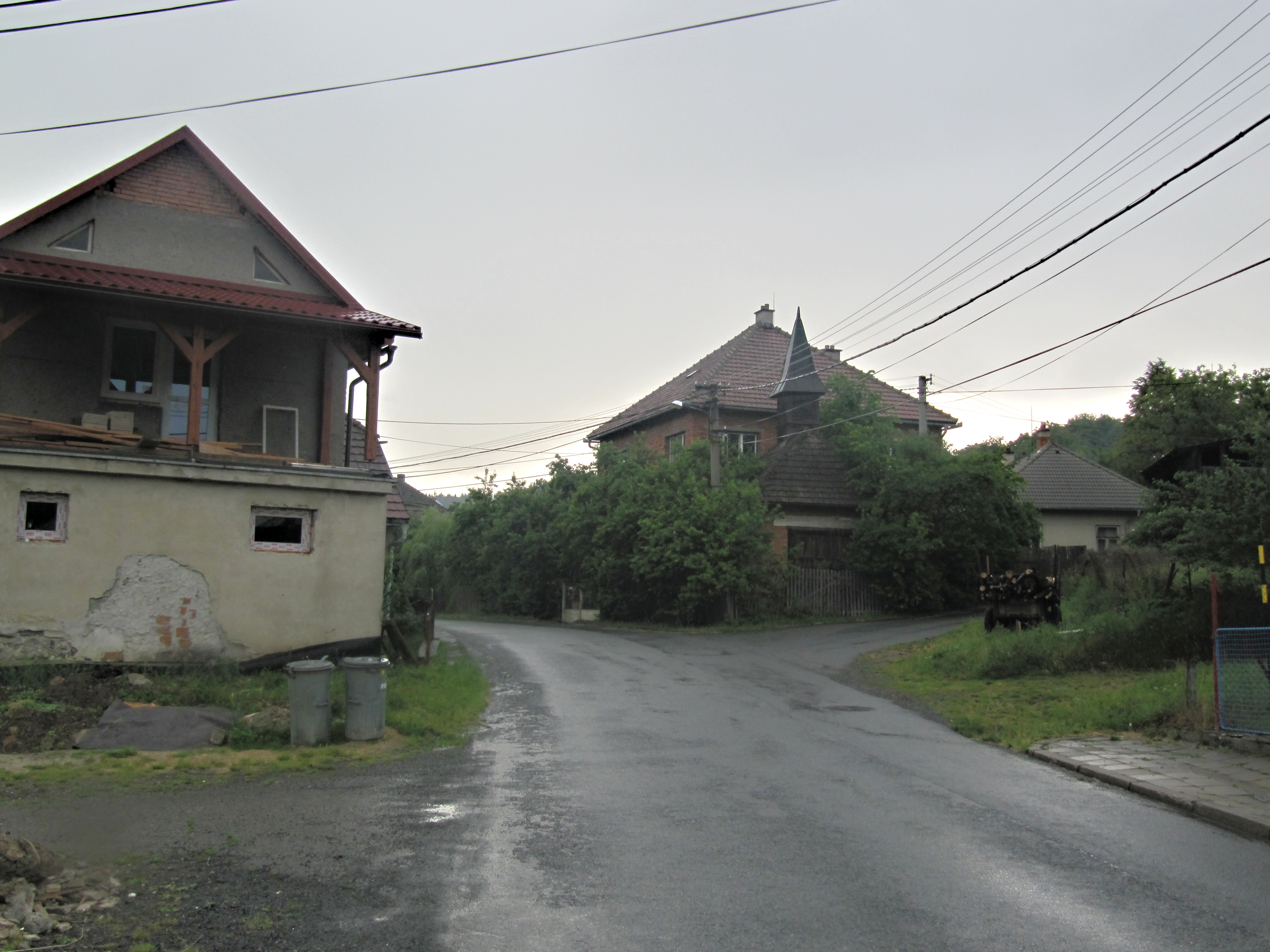
Střed obce
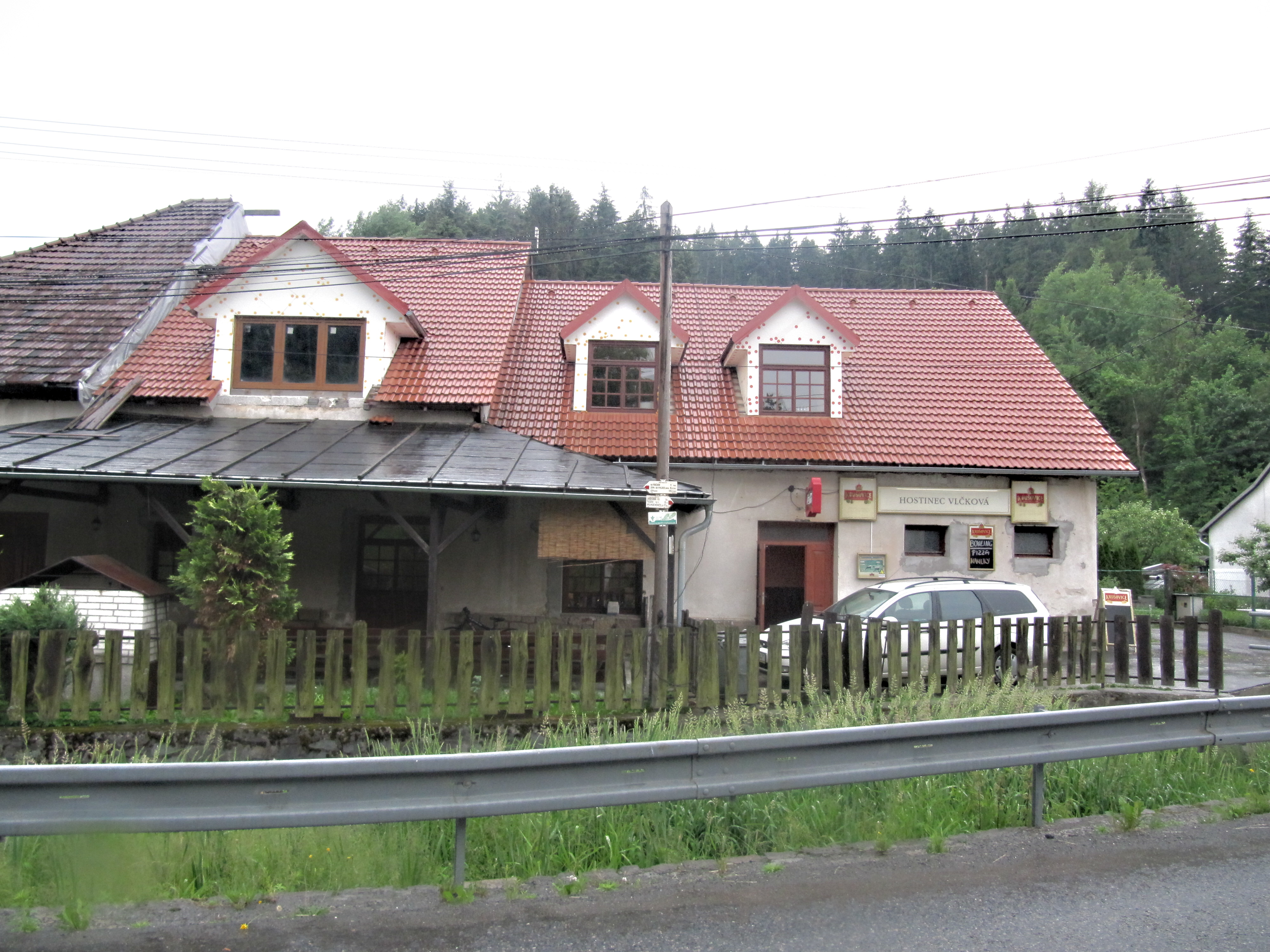
Hospoda
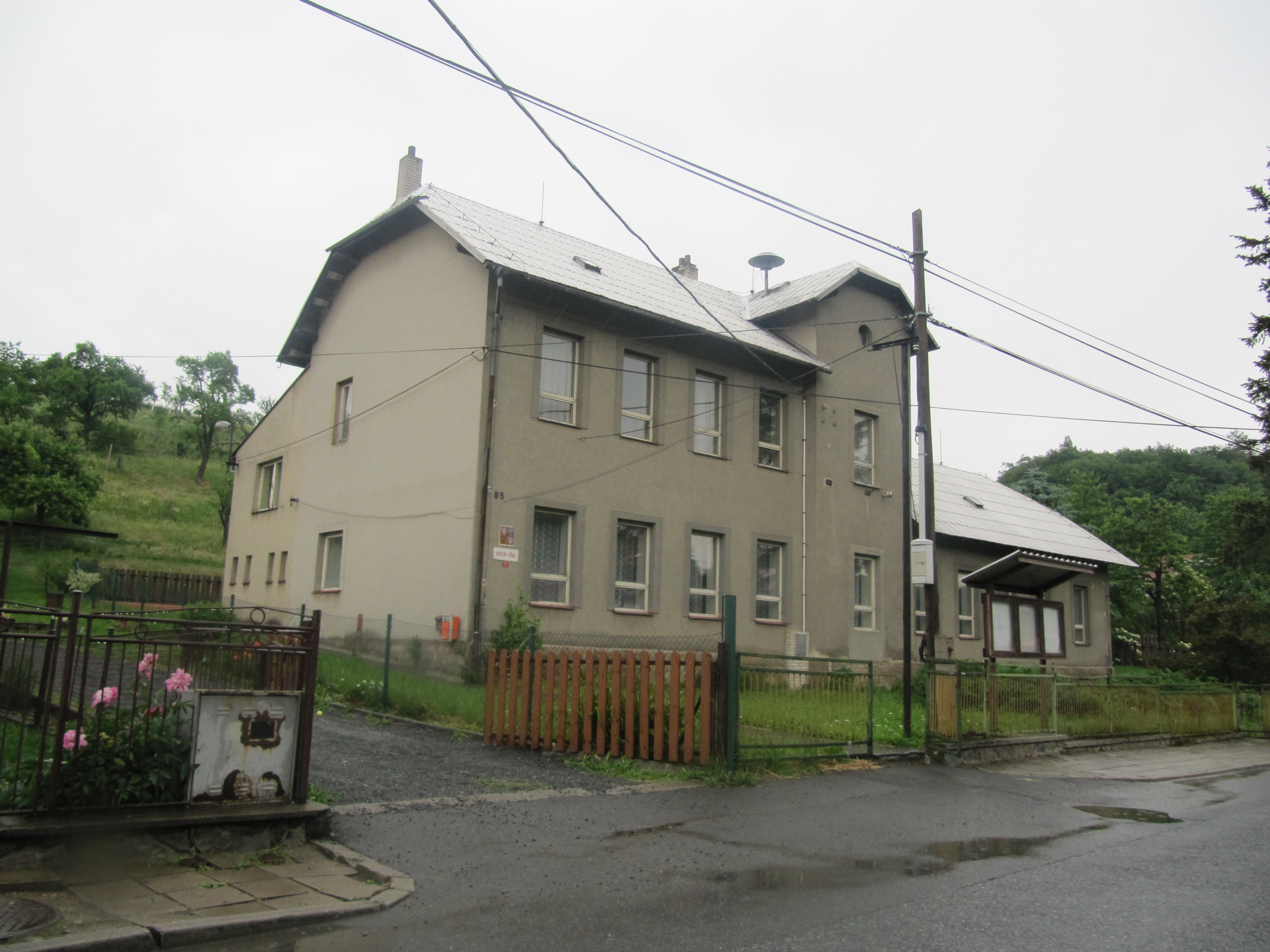
Obecní úřad